# Fodina megalesia
Fodina megalesia là một loài bướm đêm trong họ Noctuidae.